# François de Genas
Pour les articles homonymes, voir Genas (homonymie).

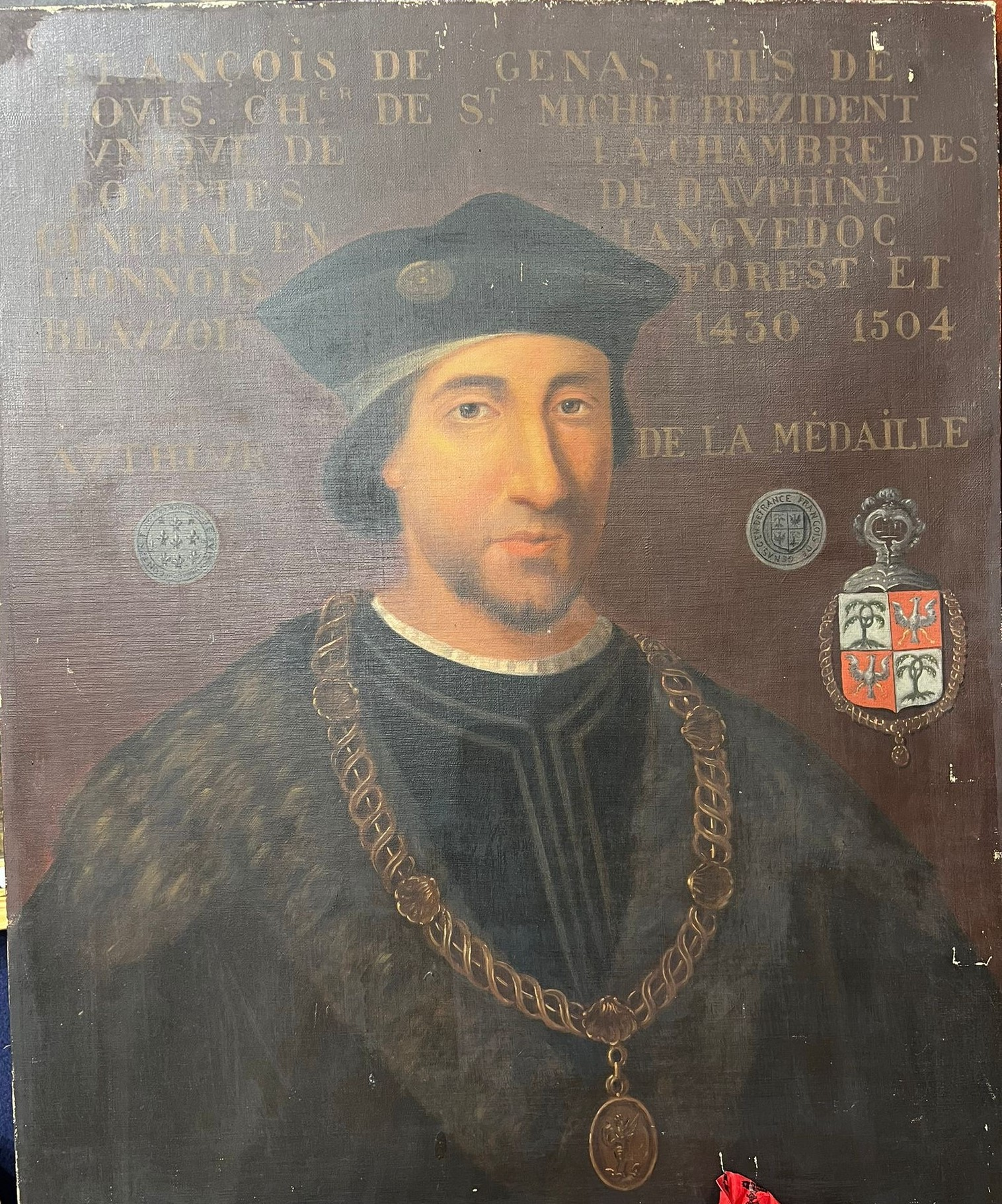
François de Genas (1430 - 1504), Président du Parlement du Dauphiné et Général des finances du Languedoc

François de Genas, dit François l'illustre, né vers 1420 et mort en 1504, est un riche marchand de Valence qui devint président de la Chambre des comptes du Dauphiné en 1476, général des finances du Languedoc  en 1477 et président du Parlement du Dauphiné. Il bénéficia des faveurs du roi Louis XI à qui il prêta d'importantes sommes d'argent et fut nommé chevalier de l'Ordre de Saint-Michel.

## Famille
François de Genas, né vers 1420, appartenait à une riche famille de bourgeois et marchands de Valence,.
La famille de Genas était originaire de Genas près de Lyon, terre vendue en 1302 par Jean de Genas qui se fixa à Valence où il épousa en 1305 Isabelle de Fontaines,.
Marchand et bourgeois de Valence,, François de Genas est le fils unique de Louis de Genas, bourgeois de Valence, et de Catherine Spifame, d'Avignon, il est le petit-fils de Jean de Genas, riche marchand, qui fit transporter dans une chapelle fondée à cet effet, sous le clocher de la cathédrale, les restes de ses ancêtres auparavant inhumés au Bourg-lès-Valence. 
Il fut élevé par Damien de Seytres, prévôt de Valence et archidiacre d'Aix que son père lui avait donné pour tuteur. Il épousa en 1454 Béatrix de Galiens avec qui il eut quatre filles et autant de garçons.

## Biographie
François de Genas hérite au milieu du XVe siècle de tous les biens de sa famille, jouit de la plus grosse fortune de Valence et fait des prêts à la ville et d'importantes avances au roi louis XI.
En 1475, Louis XI vient loger à Valence chez François de Genas, qu'il avait connu étant dauphin et avec qui il s'était lié d'amitié. Il bénéficia des faveurs du roi , qui le nomme en 1476 président de la chambre des comptes du Dauphiné, en remplacement de Jean d'Amboise puis lui donne ensuite en 1477 la charge de général des finances dans le Lyonnais, le Forez, le Beaujolais et le Languedoc. Le 30 janvier 1478, François de Genas cumule les deux offices, tout en étant dispensé de résider à Grenoble. Plus tard, Louis XI récompense par une pension de 6800 livres le travail accompli par Genas pour lui assurer l'héritage de René d'Anjou. En 1482, ayant fait vœu d'offrir à l'église de Saint-Jean de Latran un calice d'or et mille écus, Louis XI charge Genas de cette commission, qui envoie à Rome son neveu, pour remettre l'offrande au cardinal Philibert de Mâcon. Avant sa mort, Louis XI recommande son fidèle serviteur à sa fille Madame de Beaujeu et au Dauphin Charles VIII qui confirme ensuite, lors de son accès au trône en 1483, François de Genas dans ses pensions, qu'il augmente même de 400 livres tournois. Genas meurt à Valence en 1504. 
François de Genas  introduisit en Dauphiné les perdrix rouges du Languedoc et les moutons du Roussillon, qu'il réussit à acclimater dans cette province.
L'un de ses descendants, Blaise de Genas, marié en 1605 à Marguerite de Saulse, fut l'auteur d'une branche établi en Dauphiné et fit construire le château de Genas à Cléon d'Andran dans la Drôme